# Dicionário de dados
Um dicionário de dados (do inglês data dictionary) é uma coleção de metadados que contém definições e representações de elementos de dados.
Dentro do contexto de SGBD, um dicionário de dados é um grupo de tabelas habilitadas apenas para leitura ou consulta, ou seja, é uma base de dados propriamente dita que, entre outras coisas, mantém as seguintes informações:
- Definição precisa sobre elementos de dados
- Perfis de usuários, papéis e privilégios
- Descrição de objetos
- Restrições de integridade
- Stored procedures (pequeno trecho de programa de computador, armazenado em um SGBD, que pode ser chamado frequentemente por um programa principal) e gatilhos
- Estrutura geral da base de dados
- Informação de verificação
- Alocações de espaço
- Índices

Um dos benefícios de um dicionário de dados bem preparado é a consistência entre itens de dados através de diferentes tabelas. Por exemplo, diversas tabelas podem conter números de telefones; utilizando uma definição de um dicionário de dados bem feito, o formato do campo 'número de telefone' definido com "()9999-9999" deverá ser obedecido em todas as tabelas que utilizarem esta informação.
Quando uma organização constrói um dicionário de dados de dimensão empresarial, o intuito deve ser o de extinguir precisamente definições semânticas a serem adotadas na empresa toda; portanto, ele deve incluir tanto definições semânticas como de representação para elementos de dados, sendo que os componentes semânticos focam na criação precisa do significado dos elementos de dados, e de outro lado, as definições de representação indicam como os elementos de dados são armazenados em uma estrutura de computador de acordo com seu tipo, ou seja, se são dados do tipo inteiro, carácter ou formato de data (veja Tipos de Dados). Os dicionários de dados são menos precisos que glossários (termos e definições) porque costumam ter uma ou mais representações de como o dado é estruturado e podem envolver ontologias completas quando lógicas distintas sejam aplicadas a definições desses elementos de dados.
Os dicionários de dados são gerados, normalmente, separados do Modelo de Dados visto que estes últimos costumam incluir complexos relacionamentos entre elementos de dados.

## Notação
| Símbolo | Significado                                |
| ------- | ------------------------------------------ |
| =       | é composto de                              |
| ()      | opcional (pode estar presente ou ausente)  |
| {}      | cavalar                                    |
| []      | escolha em uma das alternativas            |
| **      | comentário                                 |
| @       | identificador (chave) em um depósito       |
| \|      | separa opções alternativas na construção.. |